# Persone di nome Darko
| Questa pagina contiene informazioni ricavate automaticamente dalle voci biografiche con l'ausilio del template Bio e di un bot. L'aggiornamento è periodico e automatico e ricostruisce completamente la pagina. Se manca una persona in questa lista, sei pregato di non aggiungerla, ma accertati piuttosto che la sua voce biografica contenga il template Bio e che i dati anagrafici siano correttamente compilati. Se il template Bio manca, inseriscilo tu stesso o, in alternativa, metti l'avviso {{tmp\|Bio}} che ne segnala la mancanza. Se i dati riportati sono sbagliati, correggi direttamente la voce biografica; le modifiche saranno visibili in questa lista entro pochi giorni. Per chiarimenti vedi il progetto antroponimi. La lista contiene solo le 57 persone che sono citate nell'enciclopedia e per le quali è stato implementato correttamente il template Bio. Pagina aggiornata al 16 ott 2024. |

Questa è una lista di persone presenti nell'enciclopedia che hanno il prenome Darko, suddivise per attività principale.

## Allenatori di calcio(5)
- Darko Dražić, allenatore di calcio e ex calciatore croato (Novi Travnik, n. 1963)
- Darko Jozinović, allenatore di calcio e ex calciatore croato (Osijek, n. 1970)
- Darko Krsteski, allenatore di calcio e ex calciatore macedone (Prilep, n. 1971)
- Darko Milanič, allenatore di calcio e ex calciatore sloveno (Isola, n. 1967)
- Darko Nestorović, allenatore di calcio e ex calciatore bosniaco (Kakanj, n. 1965)

## Allenatori di pallacanestro(2)
- Darko Rajaković, allenatore di pallacanestro serbo (Čačak, n. 1979)
- Darko Ruso, allenatore di pallacanestro serbo (n. 1962)

## Attori(1)
- Darko Perić, attore serbo (Kladovo, n. 1977)

## Calciatori(31)
- Darko Bjedov, calciatore serbo (Tenin, n. 1989)
- Darko Bodul, calciatore croato (Sarajevo, n. 1989)
- Darko Božović, ex calciatore montenegrino (Titograd, n. 1978)
- Darko Brašanac, calciatore serbo (Čajetina, n. 1992)
- Darko Bulatović, calciatore montenegrino (Nikšić, n. 1989)
- Darko Butorović, ex calciatore croato (Spalato, n. 1970)
- Darko Glišiḱ, calciatore macedone (Skopje, n. 1991)
- Darko Jevtić, calciatore svizzero (Basilea, n. 1993)
- Darko Lazić, calciatore serbo (Smederevska Palanka, n. 1994)
- Darko Lazović, calciatore serbo (Čačak, n. 1990)
- Darko Lemajić, calciatore serbo (Belgrado, n. 1993)
- Darko Lukanović, ex calciatore svedese (Tuzla, n. 1984)
- Darko Maletić, ex calciatore bosniaco (Banja Luka, n. 1980)
- Darko Marković, calciatore montenegrino (Podgorica, n. 1987)
- Darko Micevski, calciatore macedone (Skopje, n. 1992)
- Darko Miladin, ex calciatore croato (Ragusa, n. 1979)
- Darko Mišić, calciatore croato (Dabovci, n. 1991)
- Darko Nejašmić, calciatore croato (Spalato, n. 1999)
- Darko Nikač, calciatore montenegrino (Titograd, n. 1990)
- Darko Pančev, ex calciatore macedone (Skopje, n. 1965)
- Darko Pavićević, ex calciatore montenegrino (Podgorica, n. 1985)
- Darko Puškarić, calciatore serbo (Novi Sad, n. 1985)
- Darko Spalević, ex calciatore kosovaro (Kosovska Mitrovica, n. 1977)
- Darko Stojanov, calciatore macedone (Štip, n. 1990)
- Darko Tasevski, ex calciatore macedone (Skopje, n. 1984)
- Darko Todorović, calciatore bosniaco (Bijeljina, n. 1997)
- Darko Velkoski, calciatore macedone (Skopje, n. 1995)
- Darko Vukić, ex calciatore croato (Zagabria, n. 1968)
- Darko Zec, calciatore sloveno (Lubiana, n. 1989)
- Darko Zorić, calciatore montenegrino (Nikšić, n. 1993)
- Darko Čurlinov, calciatore macedone (Skopje, n. 2000)

## Cestisti(9)
- Darko Bajo, cestista croato (Nova Bila, n. 1999)
- Darko Balaban, cestista serbo (Novi Sad, n. 1989)
- Darko Jukić, cestista danese (Copenaghen, n. 1990)
- Darko Miličić, ex cestista serbo (Novi Sad, n. 1985)
- Darko Mirt, ex cestista e allenatore di pallacanestro sloveno (Maribor, n. 1960)
- Darko Planinić, cestista croato (Mostar, n. 1990)
- Darko Sokolov, cestista macedone (Kočani, n. 1986)
- Darko Talić, cestista bosniaco (Banja Luka, n. 1998)
- Darko Vujačić, ex cestista e allenatore di pallacanestro montenegrino (Nikšić, n. 1979)

## Dirigenti sportivi(2)
- Darko Kovačević, dirigente sportivo e ex calciatore serbo (Kovin, n. 1973)
- Darko Matić, dirigente sportivo e ex calciatore croato (Domaljevac, n. 1980)

## Fumettisti(1)
- Darko Perović, fumettista e illustratore serbo (Aranđelovac, n. 1965)

## Multiplisti(1)
- Darko Pešić, multiplista montenegrino (Cettigne, n. 1992)

## Pallanuotisti(1)
- Darko Brguljan, pallanuotista montenegrino (n. 1990)

## Politici(2)
- Darko Bratina, politico e sociologo italiano (Gorizia, n. 1942 - Obernai, † 1997)
- Darko Lorencin, politico croato (Pola, n. 1970)

## Registi teatrali(1)
- Darko Tresnjak, regista teatrale serbo (Zemun)

## Scrittori(1)
- Darko Tuševljaković, scrittore e traduttore serbo (Zenica, n. 1978)